# Ascoli Calcio 1898 2001-2002
Questa voce raccoglie le informazioni riguardanti l'Ascoli Calcio 1898 nelle competizioni ufficiali della stagione 2001-2002.

## Stagione
L'Ascoli si presenta all'inizio del campionato 2001-2002 di Serie C1, nel girone B con qualche innesto importante, tra cui un giovane e ancora sconosciuto Andrea Barzagli, e l'attaccante Salvatore Bruno, ma senza esplicite ambizioni di promozione, perché Catania, Pescara e Avellino appaiono come le favorite per il passaggio alla serie cadetta, grazie a rose considerate di livello superiore. Giuseppe Pillon arriva sulla panchina dei marchigiani dopo un esonero in serie B con la Pistoiese. Dopo le prime giornate la squadra bianconera si piazza in testa alla classifica senza più lasciarla fino alla fine. Si è trattato di una stagione trionfale per l'Ascoli, con pochissime battute d'arresto, tra cui l'eliminazione nei sedicesimi di finale della Coppa Italia Serie C contro l'Arezzo di Serse Cosmi. Il gruppo compatto, il carattere della squadra e la sua cattiveria agonistica le fanno guadagnare il soprannome di "Diabolici". Il 21 aprile 2002, a 3 giornate dal termine del campionato, al "Del Duca" grazie al (2-0) sulla Lodigiani di fronte a 15.000 spettatori, l'Ascoli Calcio 1898 vince matematicamente il campionato, ottenendo dopo 7 anni la promozione in serie B. La seconda promossa è stato il Catania che ha vinto i playoff. Nella Coppa Italia nazionale giocata ad agosto, l'Ascoli partecipa grazie al piazzamento dello scorso campionato con il 5º posto ottenuto, ad agosto disputa il secondo girone di qualificazione, che è stato vinto dal Como.

## Divise e sponsor
Lo sponsor tecnico è Legea, mentre lo sponsor ufficiale è Carisap
| 1ª divisa |

## Rosa
| N. |                   | Ruolo | Calciatore           |
| -- | ----------------- | ----- | -------------------- |
|    | Italia (bandiera) | P     | Giovanni Indiveri    |
|    | Italia (bandiera) | P     | Francesco Benussi    |
|    | Italia (bandiera) | D     | Massimiliano Manni   |
|    | Italia (bandiera) | D     | Andrea Barzagli      |
|    | Italia (bandiera) | D     | Alessandro Erra      |
|    | Italia (bandiera) | D     | Samuele Olivi        |
|    | Italia (bandiera) | D     | Maurizio Lauro       |
|    | Italia (bandiera) | C     | Peter Livon          |
|    | Italia (bandiera) | D     | Giuseppe Di Meo      |
|    | Italia (bandiera) | D     | Vittorio Pinciarelli |
|    | Italia (bandiera) | D     | Davide Tentoni       |
|    | Italia (bandiera) | C     | Gaetano Fontana      |

| N. |                   | Ruolo | Calciatore             |
| -- | ----------------- | ----- | ---------------------- |
|    | Italia (bandiera) | C     | Marco Mancinelli       |
|    | Italia (bandiera) | C     | Fabio Di Venanzio      |
|    | Italia (bandiera) | C     | Salvatore Chiaramonte  |
|    | Italia (bandiera) | C     | Ettore Ionni           |
|    | Italia (bandiera) | C     | Cataldo Montesanto     |
|    | Italia (bandiera) | C     | Alessandro Monticciolo |
|    | Italia (bandiera) | C     | Antonio Morello        |
|    | Italia (bandiera) | A     | Salvatore Bruno        |
|    | Italia (bandiera) | A     | Francesco Passiatore   |
|    | Italia (bandiera) | A     | Mario Bonfiglio        |
|    | Italia (bandiera) | A     | Giuseppe Aquino        |
|    | Italia (bandiera) | A     | Cristian Biancone      |

## Risultati

### Campionato

#### Girone di andata
| Arbitro: | Ferraro (Crotone) |

|                                    |           |  |
| Di Meo 42’ Bonfiglio 46’ Jonni 65’ | Marcatori |  |

| Arbitro: | Girardi (San Donà di Piave) |

|                   |           |                |
| Y. Pellegrini 87’ | Marcatori | 30’ G. Fontana |

| Arbitro: | Carlucci (Molfetta) |

|              |           |  |
| S. Bruno 32’ | Marcatori |  |

| Arbitro: | Giannoccaro (Lecce) |

|  |           |                                |
|  | Marcatori | 61’ G. Fontana 87’ Di Venanzio |

| Arbitro: | P.S. Mazzoleni (Bergamo) |

|            |           |             |
| Aquino 70’ | Marcatori | 87’ Panetto |

| Arbitro: | Squillace (Catanzaro) |

|              |           |                                             |
| Cecchini 23’ | Marcatori | 26’ Bonfiglio 72’ S. Bruno 90+1’ Passiatore |

| Arbitro: | Liberti (Genova) |

|                                                                 |           |  |
| Bonfiglio 38’ G. Fontana 54’ S. Bruno 64’ Passiatore 93’ (rig.) | Marcatori |  |

| Sora 21 ottobre 2001 8ª giornata | Sora              | 0 – 0 | Ascoli | Stadio Claudio Tomei\| Arbitro: \| Bergonzi (Genova) \| |
| Arbitro:                         | Bergonzi (Genova) |       |        |                                                         |

| Arbitro: | M. Mazzoleni (Bergamo) |

|                                                          |           |            |
| G. Fontana 26’ (rig.) Passiatore 60’, 69’ A. Morello 75’ | Marcatori | 43’ Bifini |

| Arbitro: | Brighi (Cesena) |

|                |           |  |
| Tisci 66’, 89’ | Marcatori |  |

| Arbitro: | Romeo (Verona) |

|          |           |              |
| Erra 28’ | Marcatori | 4’ Giugliano |

| Arbitro: | Girardi (San Donà di Piave) |

|           |           |                                       |
| Mesto 13’ | Marcatori | 43’ (rig.) G. Fontana 64’ Pinciarelli |

| Arbitro: | Carlucci (Molfetta) |

|  |           |                |
|  | Marcatori | 75’ A. Morello |

| Arbitro: | Vicinanza (Albenga) |

|                       |           |              |
| S. Bruno 7’, 10’, 77’ | Marcatori | 20’ Belmonte |

| Arbitro: | M. Mazzoleni (Bergamo) |

|                  |           |                |
| Manca 80’ (rig.) | Marcatori | 35’ A. Morello |

| Arbitro: | Girardi (San Donà di Piave) |

|                 |           |             |
| Monticciolo 78’ | Marcatori | 1’ Califano |

| Viterbo 23 dicembre 2001 17ª giornata | Viterbese            | 0 – 0 | Ascoli | Stadio Enrico Rocchi\| Arbitro: \| Lambertini (Bologna) \| |
| Arbitro:                              | Lambertini (Bologna) |       |        |                                                            |

#### Girone di ritorno
| Arbitro: | Squillace (Catanzaro) |

|  |           |                                                    |
|  | Marcatori | 12’ (rig.) G. Fontana 18’ S. Bruno 90’ Monticciolo |

| Arbitro: | Giannoccaro (Lecce) |

|              |           |  |
| S. Bruno 27’ | Marcatori |  |

| Arbitro: | Romeo (Verona) |

|                                    |           |  |
| Gola 5’ De Simone 55’ G. Porro 85’ | Marcatori |  |

| Arbitro: | Ferraro (Crotone) |

|                       |           |             |
| Passiatore 43’, 90+1’ | Marcatori | 53’ Sapanis |

| Arbitro: | Bergonzi (Genova) |

|            |           |            |
| Udassi 17’ | Marcatori | 86’ Di Meo |

| Arbitro: | Mariuzzo (Venezia) |

|                   |           |  |
| S. Bruno 14’, 46’ | Marcatori |  |

| Benevento 17 febbraio 2002 24ª giornata | Sporting Benevento  | 0 – 0 | Ascoli | Stadio Santa Colomba\| Arbitro: \| Carlucci (Molfetta) \| |
| Arbitro:                                | Carlucci (Molfetta) |       |        |                                                           |

| Arbitro: | Lambertini (Bologna) |

|                                            |           |  |
| Barzagli 19’ S. Bruno 41’ Passiatore 90+2’ | Marcatori |  |

| Arbitro: | Cenni (Imola) |

|                               |           |                               |
| Cinelli 20’ Fresta 24’ (rig.) | Marcatori | 25’ Biancone 90+5’ Passiatore |

| Arbitro: | Girardi (San Donà di Piave) |

|                                             |           |                                 |
| Di Venanzio 3’ Monticciolo 23’ Biancone 49’ | Marcatori | 41’ Palladini 44’ (rig.) Fanesi |

| Arbitro: | De Marco (Chiavari) |

|            |           |              |
| Riganò 54’ | Marcatori | 77’ S. Bruno |

| Ascoli Piceno 30 marzo 2002 29ª giornata | Ascoli            | 0 – 0 | Fermana | Stadio Cino e Lillo Del Duca\| Arbitro: \| Bergonzi (Genova) \| |
| Arbitro:                                 | Bergonzi (Genova) |       |         |                                                                 |

| Arbitro: | Brighi (Cesena) |

|                |           |  |
| A. Morello 73’ | Marcatori |  |

| Arbitro: | Giannoccaro (Lecce) |

|           |           |                                               |
| Koffi 75’ | Marcatori | 20’ Passiatore 79’ Monticciolo 90+1’ S. Bruno |

| Arbitro: | Belloli (Bergamo) |

|                   |           |  |
| S. Bruno 29’, 56’ | Marcatori |  |

| Arbitro: | Liberti (Genova) |

|                             |           |               |
| Cappellacci 6’ Califano 88’ | Marcatori | 52’ Bonfiglio |

| Arbitro: | Stefanini (Prato) |

|                     |           |                              |
| Di Venanzio 8’, 28’ | Marcatori | 18’ (rig.) Frau 61’ Mannucci |

### Coppa Italia

#### Secondo girone
| Arbitro: | Cruciani (Pesaro) |

|  |           |                                      |
|  | Marcatori | 13’ Taldo 34’ Oliveira 90+2’ Femiano |

| Arbitro: | Dondarini (Finale Emilia) |

|                             |           |  |
| Di Napoli 4’ F. Maniero 74’ | Marcatori |  |

| Arbitro: | Palanca (Roma) |

|                   |           |                                     |
| Nocerino 21’, 56’ | Marcatori | 34’ Bonfiglio 80’ (rig.) G. Fontana |

### Coppa Italia Serie C
| Arezzo 10 ottobre 2001 Sedicesimi– Andata | Arezzo | 1 – 0 | Ascoli | Stadio Città di Arezzo |

| Ascoli Piceno 24 ottobre 2001 Sedicesimi– Ritorno | Ascoli | 1 – 1 | Arezzo | Stadio Cino e Lillo Del Duca |

### Supercoppa Serie C
| Arbitro: | Giannoccaro (Lecce) |

|               |           |  |
| Bonfiglio 63’ | Marcatori |  |

| Arbitro: | Girardi (San Donà di Piave) |

|                       |           |               |
| Basso 53’ Ruotolo 81’ | Marcatori | 58’ Bonfiglio |